# Krummes Haus (Detmold)

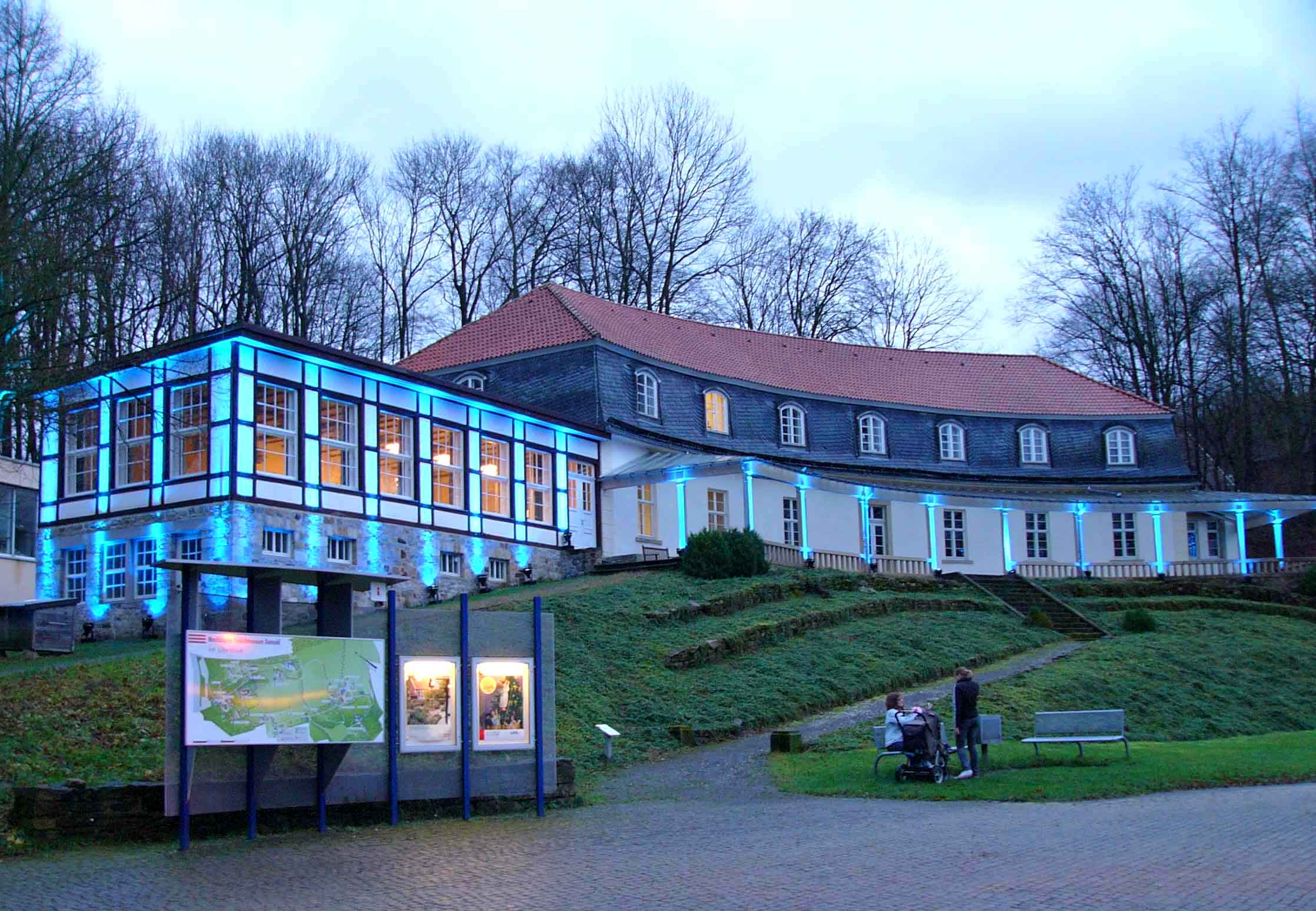
Krummes Haus

Das Krumme Haus ist ein denkmalgeschütztes Profangebäude in Detmold im Kreis Lippe (Nordrhein-Westfalen). Es liegt innerhalb des Freilichtmuseums Detmold am Eingang der Anlage.

## Architektur und Geschichte
Der schmale eingeschossige Putzbau steht auf einem segmentbogigen Grundriss unter einem hohen, erneuerten Mansardwalmdach. Er bildete den Abschluss der Gartenanlage Friedrichstal am Hang des Büchenberges südlich von Detmold. Die Fassaden wurden letztmals im 19. Jahrhundert verändert. 2000/01 wurde die Anlage grundlegend renoviert und um den rückwärtigen Anbau erweitert.
Gräfin Amalie, die Mutter von Graf Friedrich Adolf, hatte 1681 die auf dem Gelände liegende Meierei Pöppinghausen übernommen und das Hauptgebäude zu einem kleinen Schloss ausgebaut. Sie ließ 1695/96 eine Orangerie errichten, das heute noch bestehende Krumme Haus. Unterhalb des Krummen Hauses wurde nach Plänen des Hamburger Malers und Architekten Hans Hinrich Rundt eine terrassierte Gartenanlage errichtet, die zu einem besonderen Gestaltungsmerkmal Friedrichstals werden sollte. Die Terrassen des ehemaligen Gartens sind heute noch zu erkennen. Graf Friedrich Adolf setzte die begonnenen Baumaßnahmen fort. Um die Fontänen in den Teichen mit dem notwendigen Wasserdruck auszustatten, ließ er nördlich der Anlage den heutigen Mühlenteich im Freilichtmuseum aufstauen. Von dort aus floss das Wasser über Holz- und Zinnrohre in Kaskaden zu einem zweiten Teich auf der untersten Terrasse.
1774 wurde der Garten im englischen Stil umgestaltet und verwilderte danach. Die Anlage war früher reich mit Wasserspielen  und einer Grotte ausgestattet. Diese wurde von 1708 bis 1712 von Jan Crose errichtet und 1856 zum Mausoleum für das Fürstenhaus umgestaltet. Die Bauleitung hatte Landesbaumeister Ferdinand Brune. Die ältesten Särge der landesherrlichen Linie überführte man 1856 aus der evangelischen Erlöserkirche in das schlichte Steingewölbe. Darunter befanden sich auch zwei bleierne Prachtsarkophage aus dem 18. Jahrhundert. Die Nischen der rechten Futtermauer wurde 1930 wiederhergestellt.
Das Krumme Haus diente in den 1930er Jahren als Ausflugs- und Tanzlokal für Detmolder Bürger. Nach Einrichtung des Freilichtmuseums Detmold beherbergt es die Verwaltung dieser Institution.